# Video-igra za više igrača
Video-igra za više igrača ili multiplejer (engl. multiplayer) predstavlja igre u kojima više od jednog igrača mogu igrati u istom okruženju u isto vrijeme. Multiplayer omogućuje igračima da se druže s drugim igračima, da budu zajedno u timu, bore se jedni protiv drugih ili da su rivali, te im omogućuju socijalnu komunikaciju koju nije u mogućnosti ostvariti s računarom. U mnogobrojnosti raznolikih multiplejer igara, igrači mogu igrati protiv drugih igrača, raditi zajedno u ostvarivanju određenih ciljeva, nadzirati druge igrače. Primjeri poznatijih Multiplayer modova iz područja FPS su Deathmatch, Team Deathmatch, Capture the Flag, Search and Destroy, dok iz područja MMORPG su PvP i Team PvE, zatim kooperativni način prelaska igre i još mnogi drugi modovi. Neke od poznatijih multiplejer igara su CS:GO, Minecraft, Fortnite, kao i mnoge druge